# Julián Gorkin

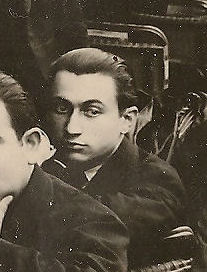
Julián Gorkin

Julián Gorkin, eigentlich Julián Gómez García (* Januar 1901 in Valencia; † 20. August 1987 in Paris), war ein spanischer Revolutionär und Schriftsteller, der sich um 1930 vom Anhänger zum Gegner des Sowjetkommunismus wandelte. Im Spanischen Bürgerkrieg führender Aktivist der POUM, konnte er 1939 aus einem Gefängnis des von den Kommunisten beherrschten Katalonien fliehen und damit vermutlich nur knapp dem Tod entgehen. Sein weiteres Leben verbrachte er im französischen und mexikanischen Exil. In Deutschland wurde er vor allem durch sein Buch Stalins langer Arm (1980) bekannt, das vorwiegend die Rolle der Kommunisten im Bürgerkrieg und bei der Verfolgung Gorkins und seines Genossen Andreu Nin behandelt.

## Leben
Der Mann, der sich später nach Maxim Gorki nannte, wuchs bei Valencia (spanische Ostküste) in einer Arbeiterfamilie auf, bildete sich sowohl mit Hilfe der Presse wie der französischen Klassiker aus dem 19. Jahrhundert und ging schon mit 15 Jahren in die Großstadt Valencia, um sich in den sozialen Kämpfen zu engagieren. Mit 17 wurde er Sekretär der örtlichen Sozialistischen Jugend, mit 21 zählte er zu den Gründern der spanischen Kommunistischen Partei. Die Verfolgung wegen Kriegsdienstverweigerung und angeblichen Hochverrats führte ihn Anfang 1922 zum ersten Mal ins Exil: nach Frankreich. Hier wurde sein Sohn Claude geboren. Gorkin war nun hauptberuflicher Kader der (sowjetisch dominierten) Komintern, zudem mit Henri Barbusse befreundet. Eine Reise durch die UdSSR öffnete ihm 1929 die Augen für die dortige repressive Entwicklung, so dass er sich der trotzkistischen Opposition annäherte. In dieser Zeit verfasste Gorkin neben Artikeln auch erstmals Romane und Dramen. Mit dem Sturz Primo de Riveras und der Ausrufung der Republik (1931) kehrte er nach Spanien zurück, brach mit der KP und schloss sich dem von Joaquín Maurín geführten Arbeiter- und Bauernblock (BOC) an.

### POUM und La Batalla (1935)
Die POUM entstand im September 1935 aus einer Fusion des BOC und der Izquierda Comunista um Andreu Nin. Gorkin saß im ZK und leitete zudem die in Barcelona erscheinende Tageszeitung La Batalla. Die POUM kämpfte damals gegen die Franco-Truppen mehr oder weniger in Kontakt mit anarchistischen Organisationen. Im Mai 1937 fanden in Barcelona für Tage regelrechte Schlachten zwischen Kommunisten und Anarchisten statt, die rund 500 Tote, 1.000 Verletzte „und viele Morde“ forderten. In diesem Zusammenhang wurde Gorkin im Juni verhaftet – von den obsiegenden Kommunisten, die die regionalen Behörden beherrschten. Der Prozess gegen ihn fand starke internationale Beachtung. Unter anderem protestierten beim damaligen Staatspräsidenten Negrin die französischen Schriftsteller André Gide, Francois Mauriac, Roger Martin du Gard, Georges Duhamel und der Ethnologe Paul Rivet. Zwar wurde Gorkin von dem Vorwurf entlastet, mit den Faschisten zusammengearbeitet zu haben, doch habe er die republikanischen Behörden kritisiert und verleumdet. Er wurde zu 15 Jahren Gefängnis verurteilt „und achtzehn Monate herumgeschubst“, bevor er Anfang 1939 „zwischen zwei Feuern“ gemeinsam mit anderen Todeskandidaten dank Fluchthilfe entkommen konnte.

### Nach dem Krieg, vor dem Krieg (1939)
Erneut in Paris im Exil, traf Gorkin Frau und Sohn wieder. Gesinnungsgenossen wie Victor Serge und Marceau Pivert griffen ihm unter die Arme. Noch 1939 wurde er Sekretär des sogenannten (internationalen) Londoner Büros linkssozialistischer Organisationen. Diesen Posten gab er ein Jahr später auf, um ein neues Exil in Mexiko zu suchen, das zu den wenigen Ländern gehörte, die das siegreiche Franco-Regime in Spanien nicht anerkannten. Inzwischen war der Zweite Weltkrieg entfacht worden. Frau und Sohn, dieser inzwischen 13 Jahre alt, konnten erst 1941 zu Gorkin stoßen. Im neuen Exil traf er auch seine Freunde Serge und Pivert wieder, zudem Gustav Regler und John Dos Passos. Gorkin nahm die mexikanische Staatsbürgerschaft an und wurde auch von dem zeitweiligen Präsidenten und Minister Lázaro Cárdenas del Río unterstützt. Dafür setzte sich Gorkin unermüdlich für zahlreiche Emigranten ein, verfolgte das Geschehen um die Ermordung Trotzkis (20. August 1940), war von stalinistischer Seite aus ständig bedroht, leitete die Emigranten-Zeitschrift der POUM und verfasste Bücher, darunter jenes mit Sanchez Salazar über Trotzkis Ende.

### Wirken für ein vereinigtes Europa
Um sich dem Kampf gegen Franco und Stalin und für ein vereinigtes Europa besser widmen zu können, kehrte Gorkin 1948 nach Frankreich zurück. Hier fand er seine neue Gefährtin Rita H. Régnier. 1950 wurde Sohn Fabien geboren. Sie lebten in Saint-Mandé, das zum Treffpunkt für Verfolgte und Freunde wurde. Allerdings war Gorkin oft in aller Welt auf Reisen, etwa Kongo, Kuba, Chile. Erst mit den 1960er Jahren kam er zur Ruhe und ließ sich mit Familie in Paris nieder. Schon seit 1953 war er der für Lateinamerika zuständige Sekretär des 1950 in Berlin gegründeten, dann in Paris angesiedelten Kongress für kulturelle Freiheit (bis 1966), einer getarnten antikommunistischen Organisation, finanziert von der CIA. In dieser Eigenschaft leitete er auch die Kulturzeitschrift Cuadernos, gründete außerdem die Zeitschrift Mañana. 1969 wurde er Präsident des internationalen P.E.N.-Clubs. 1979 erhielt Gorkin den Prix Voltaire für sein Lebenswerk. Mit dem Tod Francos (1975) hätte er nach 36 Exiljahren in seine Heimat zurückkehren können, doch zog er den Verbleib in Frankreich vor, wo er 1987 in verhältnismäßig hohem Alter starb.

## Werke
- Dias de bohemia, Roman. Ediciones Ulises, Madrid 1930 (mit einem Vorwort von Henri Barbusse)
- La corriente y una famililia, Drama. Ediciones Zeus, Madrid 1932
- La guerra estella mañana, Drama. Ediciones Sol, Valencia 1934
- Canibales politicos (Hitler y Stalin en España). Ediciones Quetzal, Mexico 1941
- La GPU prepara un nuevo crimen. Ediciones Quetzal, Mexico 1942
- Ainsi fut assassiné Trotski. Editions Self, Paris 1948
- La Vie et la Mort en U.R.S.S. Les Iles d’Or, Paris 1950
- Communista en España y antistalinia en la U.R.S.S. Editorial Guarania, Mexico 1952
- Destin du XXe siècle. Les Iles d’Or, Paris 1954
- Marx y la Russia de ayer y de hoy. Editorial Bases, Buenos Aires 1956
- La muerte en las manos, Roman. Ediciones Claridad, Buenos Aires 1957 und Libro Mex-Editores, Mexico 1959 (mit einem Vorwort von John Dos Passos)
- Douze chaises, Fernsehspiel. ORTF 1960
- Fantasmas de la Historia y El otro mundo, Drama. Libro Mex-Editores, Mexico 1961
- España, primer ensayo de democracia popular. Biblioteca de la Libertad, Buenos Aires 1961
- El Imperio Soviético. Editions Claridad, Buenos Aires 1969
- L’assassinat de Trotski. Julliard, Paris 1970 und Livre de Poche, Paris 1973
- El proceso de Moscu en Barcelona. Aymá S.A. Editora, Barcelona 1973
- El revolucionario profesional. Aymá S.A. Editora, Barcelona 1975
- Les communistes contre la révolution espagnole. Belfond, Paris 1978, deutsch Stalins langer Arm (Übersetzung Heinz Abosch, Vorwort Willy Brandt), Kiepenheuer & Witsch, Köln 1980, ISBN 3-462-01408-0.[15]